# Vautour chaugoun
Gyps bengalensis
Pour des articles plus généraux, voir Vautour et Accipitridae.
Espèce
Statut de conservation UICN

 CR A2abce+4abce : 
En danger critique
Statut CITES
Répartition géographique
Le Vautour chaugoun (Gyps bengalensis) est une espèce d'oiseaux (des vautours) asiatiques de la famille des Accipitridae. Il est gravement menacé en raison d'un déclin très rapide de ses populations depuis les années 1980.
Encore relativement commune en Birmanie, cette espèce a presque disparu d'Inde et du Pakistan à la suite d'une contamination des cadavres qu'ils mangent par des produits chimiques et de médicaments vétérinaires (anti-inflammatoires), particulièrement le diclofénac, qui les tuent.
En 2016, il en reste moins de 10 000 individus.

## Facteurs d'extinction
À la fin des années 1990, comme pour d'autres espèces de vautours eurasiatiques, des populations entières de vautour chaugoun ont disparu du fait d'insuffisances rénales chroniques.
Ces problèmes rénaux se sont avérés dus à l'ingestion de chair d'animaux morts après avoir été traités par certains médicaments vétérinaires (diclofénac et/ou kétoprofène) présents résiduellement dans les chairs des carcasses d'animaux domestiques abandonnés,.
Environ 999 vautours sur 1000 ont disparu en 25 ans, alors que ces espèces jouaient un rôle sanitaire important en éliminant les charognes de l'environnement.

Les ornithologues recommandent l'utilisation du méloxicam qui serait le seul médicament anti-inflammatoire que les vautours semblent supporter.

## Description
Le vautour chaugoun mesure jusqu'à 81 cm de long, a une envergure de 2,20 m et pèse de 4,5 à 5 kg.
C'est un charognard.